# لورانس كازدان
لورانس كازدان (بالإنجليزية: Lawrence Kasdan) (ولد في 14 يناير 1949) منتج وسيناريست ومخرج أفلام أمريكي، ولد في ميامي، فلوريدا ونشأ في مورغانتاون، مورغان تاون في ويست فيرجينيا بالولايات المتحدة الأمريكية، كما درس في جامعة ميشيغان وحصل منها علي شهادة الماجستير بغرض أن يصبح معلما للغة الإنكليزية.
بداية كازدان في عالم الأفلام كانت في أواسط السبعينيات حينما باع نصه الحواري الحارس الشخصي The Bodyguard إلي شركة ورنر برزرس والذي كانت ستمثله حينها ديانا روس لكن المشروع تعطل وقدم في 1992 كفيلم من بطولة ويتني هيوستن وكيفين كوستنر.
قام جورج لوكاس بتكليف كازدان في 1979 بانهاء فيلم Star Wars The Empire Strikes Back وذلك بعد وفاة سيناريست الفيلم، ثم طلب منه أن يكتب سيناريو فيلم Indiana Jones and the Raiders of the Lost Ark، وقام كازدان بإخراج وكتابة سيناريو فيلم Body Heat العام 1981.
يعرف عن كازدان بكتابة وإخراج أفلامه والتي تنوعت ما بين أفلام «الويسترن» والكوميديا والرومانسية والدراما.
رشح كازدان لأربع جوائز للأوسكار كنص سينمائي عن The Big Chill العام 1983 وGrand Canyon العام 1991 وThe Accidental Tourist العام 1985 والذي رشح لجائزة أوسكار أفضل فيلم، كما قام بإسناد 5 بطولات لأفلامه إلي كيفين كلاين، كما قام بالظهور كضيف شرف في الفيلم الكوميدي As Good As It Gets العام 1997 حيث قام بدور أخصائي نفساني لجاك نيكلسون، كازدان هو والد المخرجين والممثلين جاك وجون كازدان.

## وصلات خارجية
- لورانس كازدان على موقع IMDb (الإنجليزية)
- لورانس كازدان على موقع الموسوعة البريطانية (الإنجليزية)
- لورانس كازدان على موقع روتن توميتوز (الإنجليزية)
- لورانس كازدان على موقع مونزينجر (الألمانية)
- لورانس كازدان على موقع ألو سيني (الفرنسية)
- لورانس كازدان على موقع تيرنر كلاسيك موفيز (الإنجليزية)
- لورانس كازدان على موقع أول موفي (الإنجليزية)
- لورانس كازدان على موقع بوكس أوفيس موجو (الإنجليزية)
- لورانس كازدان على موقع قاعدة بيانات برودواي على الإنترنت (الإنجليزية)
- لورانس كازدان على موقع قاعدة بيانات الأفلام السويدية (السويدية)